# Gottéron-Brücke

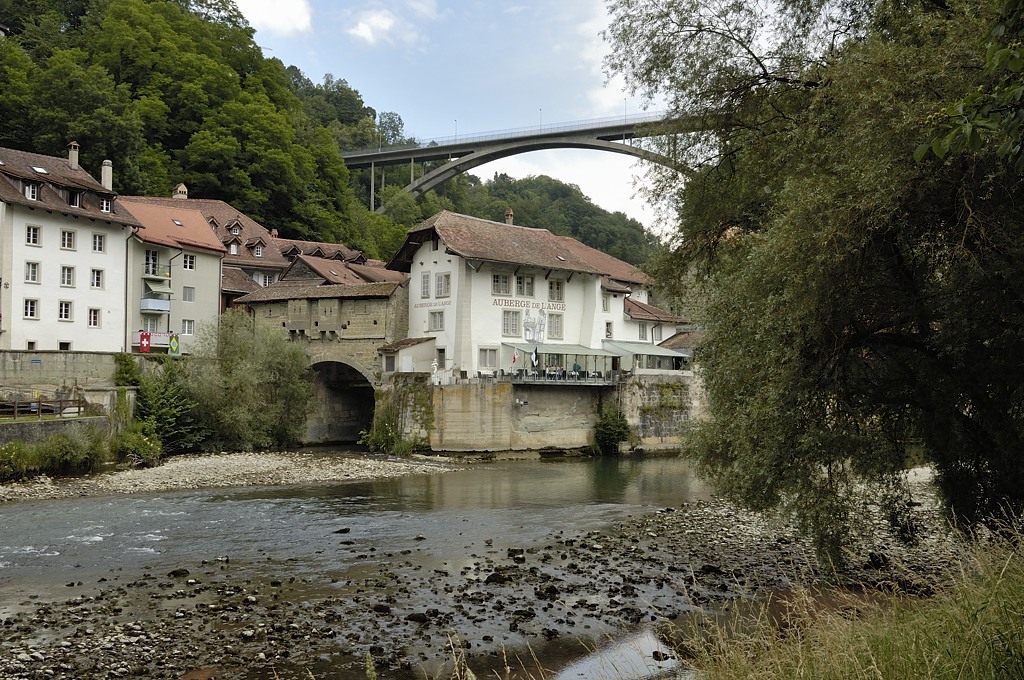
Gottéron-Brücke

Die Gottéron-Brücke (deutsch eigentlich Galtern-Brücke) in Freiburg im Üechtland im Schweizer Kanton Freiburg überspannt das Tal der Galtera (französisch Gottéron) kurz vor ihrer Mündung in die Saane. Die Brücke verbindet den Freiburger Stadtteil Schönberg mit dem Weiler Bürglen. Die Bogenbrücke von 1960 ersetzte die Hängebrücke von 1842.
Am 9. Mai 1919 kam es durch einen überladenen Laster zu einem Teileinsturz der Hängebrücke; der Fahrer kam ums Leben.